# Акишев, Грязной
Грязно́й Аки́шев (XVII век) — дьяк Русского царства в правление Михаила Фёдоровича и Алексея Михайловича. 

## Биография
Ранняя биография неизвестна. Впервые упоминается в 1637/1638 году в качестве подьячего Челобитного приказа. В 1638 году имел двор в Москве. В 1638/1639 и 1640/1641 годах упоминается как подьячий в объездах на Москве. В 1644/1645 году — подьячий при послах в Турцию. В 1646 году — посланник в Крымское ханство вместе с Т. Карауловым. С апреля 1648 года по январь 1650 года — дьяк Владимирского судного приказа. С 1649 по 1652 годы — дьяк Холопьего приказа. В 27 октября 1652 года за взятку уволен из приказа по царскому указу «и впредь быть не велено», однако позднее был возвращён на государеву службу, так как в 1654/1655 году упоминается в качестве дьяка Казенного приказа.